# Kōhoku, Saga
Kōhoku (江北町 Kōhoku-machi) là một thị trấn thuộc huyện huyện Kishima, Saga, Nhật Bản.